# Schachweltmeisterschaft der Frauen 1927

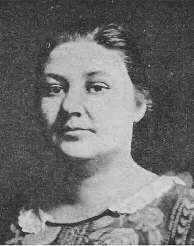
Schachweltmeisterin 1927–1944: Vera Menchik

Die Schachweltmeisterschaft der Frauen 1927 war ein vom 18. bis 30. Juli 1927 in London zunächst als „Damenturnier“ abgehaltenes, später jedoch als Weltmeisterschaft anerkanntes Schachturnier der „berufensten Anwärterinnen auf diesen Titel“ anlässlich des Londoner Kongresses des erst drei Jahre alten Weltschachbunds. Zum einzigen Mal konnten Spielerinnen teilnehmen, deren Schachverbände keine Mitglieder des Weltschachbunds waren.
Der Sekretär des Britischen Schachverbands, Leonard A. Rees, organisierte für den Weltschachbund-Kongress 1927 ein internationales Mannschaftsturnier, das als erste offizielle Schacholympiade gilt. Zeitgleich fanden ein Premier genanntes Meisterturnier und ein Damenturnier statt, das später aufgrund des hohen Niveaus der Teilnehmerinnen als Weltmeisterschaft anerkannt wurde.
Die in London lebende Tschechin Vera Menchik gewann das Damenturnier ohne Partieverlust und wurde somit erste Schachweltmeisterin. Sie verteidigte den Titel souverän bei den sieben folgenden Schachweltmeisterschaften der Frauen, zuerst bei jener 1930, und trug ihn bis zu ihrem Tod 1944.
|      | Spielerin                   | 1 | 2 | 3 | 4 | 5 | 6 | 7 | 8 | 9 | 10 | 11 | 12 | Punkte |
| ---- | --------------------------- | - | - | - | - | - | - | - | - | - | -- | -- | -- | ------ |
| 1    | Vera Menchik                | - | 1 | 1 | 1 | ½ | 1 | 1 | 1 | 1 | 1  | 1  | 1  | 10½    |
| 2    | Katarina Beskow             | 0 | - | 0 | 1 | 1 | 1 | 1 | 1 | 1 | 1  | 1  | 1  | 9      |
| 3    | Paula Kalmar-Wolf           | 0 | 1 | - | 1 | 1 | 1 | 0 | ½ | 0 | 1  | ½  | 1  | 7      |
| 4-5  | Edith Holloway              | 0 | 0 | 0 | - | ½ | 1 | ½ | 1 | ½ | 1  | 1  | ½  | 6      |
| 4-5  | Edith Michell               | ½ | 0 | 0 | ½ | - | 0 | 1 | 0 | 1 | 1  | 1  | 1  | 6      |
| 6    | Edith Charlotte Price       | 0 | 0 | 0 | 0 | 1 | - | 1 | 1 | 1 | 0  | ½  | 1  | 5½     |
| 7    | Gisela Harum                | 0 | 0 | 1 | ½ | 0 | 0 | - | 0 | 1 | 0  | 1  | 1  | 4½     |
| 8    | Florence Hutchison-Stirling | 0 | 0 | ½ | 0 | 1 | 0 | 1 | - | 0 | 1  | 0  | ½  | 4      |
| 9-11 | Marie Jeanne Frigard        | 0 | 0 | 1 | ½ | 0 | 0 | 0 | 1 | - | 0  | 1  | 0  | 3½     |
| 9-11 | Agnes Stevenson             | 0 | 0 | 0 | 0 | 0 | 1 | 1 | 0 | 1 | -  | ½  | 0  | 3½     |
| 9-11 | Sofie Synnevåg              | 0 | 0 | ½ | 0 | 0 | ½ | 0 | 1 | 0 | ½  | -  | 1  | 3½     |
| 12   | Martha Daunke               | 0 | 0 | 0 | ½ | 0 | 0 | 0 | ½ | 1 | 1  | 0  | -  | 3      |